# Grijze ral

De grijze ral (Rallus longirostris) is een vogel uit de familie van rallen (Rallidae). Het is een vogel die uitsluitend voorkomt in mangrovebossen langs zowel de westkust als de noord- en oostkust van Midden- en Zuid-Amerika.

## Kenmerken
De vogel is 33 cm lang en weegt 260 tot 310 g. Het is een vrij groot soort ral met een slanke, iets naar omlaag gebogen snavel. De nominaat is van boven dofgrijs met donkere stippels doordat de rugveren in het midden zwart zijn. De kop is lichtgrijs de oorsteek is nog lichter. De keel is wit, de borst is heel licht roodbruin en op de flanken en buik zitten zwart-witte strepen, waarbij de onderbuik weer egaal licht, bijna wit is. Het oog is roodbruin, de bovensnavel is bruin en de ondersnavel oranjegeel evenals de poten. Onvolwassen vogels zijn doffer gekleurd. Er zijn onderlinge verschillen tussen de acht ondersoorten in het contrast van het verenkleed.

## Verspreiding en leefgebied
Deze soort komt voor in mangrovebossen langs de kusten van Zuid-Amerika in zout- en brak water. Er zijn  acht ondersoorten:
- R. l. longirostris Boddaert, 1783. De nominaat komt voor aan de kusten van de Guiana's.
- R. l. crassirostris Lawrence, 1871. Komt voor aan de kust van de Atlantische Oceaan van Brazilië. Deze ondersoort is wat donkerder, forser, met een relatief korte snavel.
- R. l. cypereti Taczanowski, 1878. Komt voor aan de kust van de Grote Oceaan van zuidwestelijk Colombia tot noordwestelijk Peru.
- R. l. pelodramus Oberholser, 1937. Komt voor in Trinidad.
- R. l. phelpsi Wetmore, 1941. Komt voor	langs de Caraïbische kusten in het noordoosten van Colombia en het noordwesten van Venezuela. Deze ondersoort is doffer en bleker.
- R. l. margaritae Zimmer, JT & Phelps, 1944. Komt voor in Isla Margarita (Venezuela). Deze ondersoort is relatief klein en donker en heeft het grootste contrast in het verenkleed.
- R. l. dillonripleyi Phelps Jr & Aveledo, 1987. Komt voor in het noordoosten van Venezuela.
- R. l. berryorum Maley et al, 2016. In 2016 ontdekte ondersoort aan de kust van de Grote Oceaan in West-Honduras, mogelijk tot in West-Nicaragua en het noordwesten van Costa Rica.

## Status
De grijze ral heeft een groot verspreidingsgebied en daardoor is de kans op de status  kwetsbaar (voor uitsterven) gering. De grootte van de wereldpopulatie werd in 2014 geschat op meer dan 20.000 individuen. De mangrovebossen worden echter aangetast door bouwactiviteiten in de kustgebieden. Het tempo van dit habitatverlies is zodanig dat de afname in aantallen waarschijnlijk onder de 30% in tien jaar (minder dan 3,5% per jaar) ligt. Om deze redenen staat deze ral als niet bedreigd op de Rode Lijst van de IUCN.